# Skobelewo (obwód Płowdiw)
Skobelewo (bułg. Скобелево) – wieś w południowej Bułgarii, w obwodzie Płowdiw, w gminie Rodopi.